# 小笠原長時
小笠原長時（1514年11月9日—1583年4月17日、永正11年10月23日 - 天正11年2月25日）日本信濃國的戰國大名。信濃林城城主。小笠原長棟長男，官位從五位上信濃守、大膳大夫。育有兒子小笠原長隆、小笠原貞次及小笠原貞慶。

## 生涯
1514年誕生，13歲元服。1541年父親長棟出家，家督讓位給予長時。甲府大名武田晴信（即武田信玄）開始入侵信濃國，長時與附近大名組成了反信玄的陣線。1548年7月，乘信玄在上田原大敗入侵晴信領土，在鹽尻峠之戰受到重創。敗戰後，遭到晴信反擊，長時放棄林城，先後投靠村上義清及長尾景虎（上杉謙信）。
三好長慶上洛後，投靠三好家，成為了將軍足利義輝的騎術導師。1568年因長慶病逝後，再次投靠上杉謙信。1578年謙信死後，到多個地方流浪，最後成為蘆名氏家臣。1582年三男貞慶恢復大名身份，長時準備回歸時遭到家臣坂西勝三郎暗殺，享年70歲。江户幕府时，贞庆子孙续为大名直至幕末。